# Олд-Сейбрук
Олд-Сейбрук (англ. Old Saybrook) — город в округе Мидлсекс, штат Коннектикут (США). По данным переписи за 2010 год число жителей города составляло 10 242 человек. Включает в себя боро Фенвик и статистически обособленные области Олд-Сейбрука-Сентер и Сейбрук-Манор.

## Географическое положение
По данным Бюро переписи населения США город имеет общую площадь в 55,9 км². 38,8 км² занимает вода.

## История
В 1624 году вскоре после основания поселения была открыта первая фабрика. В 1933 году в ней появился военный форт.
В городе последние годы своей жизни провела голливудская актриса Кэтрин Хепбёрн, которая там же и умерла в 2003 году. В её честь городе назван центр культуры и искусств, а также театр.

## Население
| Год переписи | Нас.  |  | %±    |
| ------------ | ----- |  | ----- |
| 1860         | 1105  |  | —     |
| 1870         | 1215  |  | 10%   |
| 1880         | 1302  |  | 7,2%  |
| 1890         | 1484  |  | 14%   |
| 1900         | 1431  |  | −3,6% |
| 1910         | 1516  |  | 5,9%  |
| 1920         | 1463  |  | −3,5% |
| 1930         | 1643  |  | 12,3% |
| 1940         | 1985  |  | 20,8% |
| 1950         | 2499  |  | 25,9% |
| 1960         | 5274  |  | 111%  |
| 1970         | 8468  |  | 60,6% |
| 1980         | 9287  |  | 9,7%  |
| 1990         | 9552  |  | 2,9%  |
| 2000         | 10367 |  | 8,5%  |
| 2010         | 10242 |  | −1,2% |
| 2014         | 10217 |  | −0,2% |

По данным переписи 2010 года население Олд-Сейбрука составляло 10 242 человек (из них 47,4 % мужчин и 52,6 % женщин), в городе было 4247 домашних хозяйств и 2923 семьи. На территории города было расположено 5602 постройки со средней плотностью 144,4 постройки на один квадратный километр суши. Расовый состав: белые — 93,9 %, коренные американцы — 0,1 %, афроамериканцы — 0,9 %.
Население города по возрастному диапазону по данным переписи 2010 года распределилось следующим образом: 19,8 % — жители младше 18 лет, 2,1 % — между 18 и 21 годами, 52,8 % — от 21 до 65 лет и 25,3 % — в возрасте 65 лет и старше. Средний возраст населения — 50,1 лет. На каждые 100 женщин в Олд-Сейбруке приходилось 90,0 мужчин, при этом на 100 совершеннолетних женщин приходилось уже 87,8 мужчин сопоставимого возраста.
Из 4247 домашних хозяйств 68,8 % представляли собой семьи: 56,5 % совместно проживающих супружеских пар (19,0 % с детьми младше 18 лет); 8,8 % — женщины, проживающие без мужей и 3,5 % — мужчины, проживающие без жён. 31,2 % не имели семьи. В 26,1 % домашних хозяйств входили жители младше 18 лет, в 40,1 % — старше 65 лет. В среднем домашнее хозяйство ведут 2,38 человека, а средний размер семьи — 2,84 человека. В одиночестве проживали 26,6 % населения, 14,2 % составляли одинокие пожилые люди (старше 65 лет).

## Экономика
В 2015 году из 8432 человека старше 16 лет имели работу 4999. При этом мужчины имели медианный доход в 66 322 долларов США в год против 57 578 долларов среднегодового дохода у женщин. В 2014 году медианный доход на семью оценивался в 101 944 $, на домашнее хозяйство — в 75 237 $. Доход на душу населения — 45 791 $ в год.